# 1351
| [ Edytuj tabelę ]                          |                                                                           |
| Król Polski                                | - 1333 Kazimierz III Wielki 1370                                          |
| Król Albanii                               | - 1332 Robert 1364                                                        |
| Współksiążęta Andory                       | - 1351 Hug Desbac 1361 - 1343 Gaston III 1391                             |
| Król Anglii                                | - 1327 Edward III 1377                                                    |
| Król Aragonii i Walencji, hrabia Barcelony | - 1336 Piotr IV Aragoński 1387                                            |
| Władca Azteków                             | - 1325 Tenoch 1376                                                        |
| Książę Bawarii                             | - 1347 Stefan II 1375                                                     |
| Margrabia Brandenburgii                    | - 1320 Ludwik 1351 - 1351 Ludwik Młodszy 1356                             |
| Książę Burgundii                           | - 1349 Filip I z Rouvres 1361                                             |
| Cesarz Bizancjum                           | - 1347 Jan VI Kantakuzen 1354                                             |
| Car Bułgarii                               | - 1331 Iwan Aleksander 1371                                               |
| Cesarz Chin                                | - 1333 Huizong 1368                                                       |
| Król Cypru                                 | - 1324 Hugo IV 1359                                                       |
| Król Czech                                 | - 1346 Karol IV Luksemburski 1378                                         |
| Król Danii                                 | - 1340 Waldemar Atterdag 1376                                             |
| Władca Egiptu                              | - 1347 An-Nasir Hasan 1351 - 1351 As-Salih Salih 1354                     |
| Cesarz Etiopii                             | - 1344 Nyuaje Krystos 1372                                                |
| Król Francji                               | - 1350 Jan II Dobry 1364                                                  |
| Król Gruzji                                | - 1346 Dawid IX 1360                                                      |
| Hrabia Holandii                            | - 1345 Małgorzata Bawarska 1351 - 1346 Wilhelm V 1358                     |
| Cesarz Japonii                             | - 1339 Go-Murakami 1368                                                   |
| Kalif                                      | - 1341 Al-Hakim II 1352                                                   |
| Król Kastylii i Leónu                      | - 1350 Piotr I Okrutny 1369                                               |
| Patriarcha Konstantynopola                 | - 1350 Kalikst I 1354                                                     |
| Władca Korei                               | - 1348 Ch’ungjŏng 1351 - 1351 Kongmin 1374                                |
| Wielki książę litewski                     | - 1345 Olgierd 1377                                                       |
| Cesarz Majapahitu                          | - 1350 Hajam Wuruk 1389                                                   |
| Sułtan Maroka                              | - 1350 Abu Inan Faris 1358                                                |
| Książę Mediolanu                           | - 1339 Giovanni 1354                                                      |
| Senior Monako                              | - 1338 Karol I 1357                                                       |
| Wielki książę moskiewski                   | - 1340 Siemion Dumny 1353                                                 |
| Król Nawarry                               | - 1349 Karol II Zły 1387                                                  |
| Król Norwegii                              | - 1319 Magnus Eriksson 1355 - 1343 Haakon VI Magnusson 1380               |
| Hrabia Palatynatu                          | - 1327 Rudolf II Wittelsbach 1353                                         |
| Papież                                     | - 1342 Klemens VI 1352                                                    |
| Król Portugalii                            | - 1325 Alfons IV 1357                                                     |
| Cesarz Rzymski (niemiecki)                 | - 1346 Karol IV Luksemburski 1378                                         |
| Książę Saksonii                            | - 1298 Rudolf I 1356                                                      |
| Kapitanowie Regenci San Marino             | - 1351 Francesco Pistori Ciapetta di Novello 1351                         |
| Car Serbii                                 | - 1331 Stefan Urosz IV Duszan 1355                                        |
| Król Szkocji                               | - 1329 Dawid II Bruce 1371                                                |
| Król Szwecji                               | - 1319 Magnus Eriksson 1363                                               |
| Król Tajlandii                             | - 1350 Ramathibodi I 1369                                                 |
| Sułtan Turków                              | - 1324 Orchan 1360                                                        |
| Doża Wenecji                               | - 1342 Andrea Dandolo 1354                                                |
| Król Węgier                                | - 1342 Ludwik Andegaweński 1382                                           |
| Wielki mistrz zakonu krzyżackiego          | - 1345 Heinrich Dusemer von Arfberg 1351 - 1351 Winrich von Kniprode 1382 |

Rok 1351 / MCCCLI
stulecia: XIII wiek ~
XIV wiek ~
XV wiek

lata: 1341 «
1346 «
1347 «
1348 «
1349 «
1350 «
1351
» 1352
» 1353
» 1354
» 1355
» 1356
» 1361

## Wydarzenia w Polsce
- 18 września – Księstwo płockie zostało przyłączone przez Kazimierza III Wielkiego do Zjednoczonego Królestwa Polskiego.

- Książęta mazowieccy uznali się lennikami Kazimierza III Wielkiego.

## Wydarzenia na świecie
- 27 marca – wojna o sukcesję w Bretanii: został stoczony rycerski tzw. „turniej trzydziestu”.
- 25 października – Barnim III Wielki rozbił wojska meklemburskie w bitwie pod Schoppendamm.
- 26 grudnia – zwycięstwo wojsk Zurychu nad siłami habsburskimi w bitwie pod Dättwil.

- W Europie Zachodniej i Południowej trwała epidemia dżumy (Czarna śmierć).

## Urodzili się
- 16 października – Gian Galeazzo Visconti, władca i pierwszy książę Mediolanu (zm. 1402)

## Zmarli
- 24 maja – Ali I, sułtan Maroka (ur. ok. 1297)
- 20 czerwca – Małgorzata Ebner, bawarska dominikanka, mistyczka (ur. 1291)
- 20 sierpnia – Bolesław III Płocki, książę płocki (ur. między 1322 a 1330)
- 27 września – Jan Volek, biskup ołomuniecki (ur. ?)
- data dzienna nieznana:
  - Henryk II, książę Brunszwiku-Grubenhagen (ur. 1289)
  - Konstancja wodzisławska, księżna wodzisławska z dynastii Piastów (ur. ?)
  - Mastino II della Scala, władca Werony (ur. 1308)
  - 1351/1352 – Władysław Garbaty, książę dobrzyński i łęczycki (ur. między 1303 a 1305)